# Espíritu Santo (Costa Rica)
Espíritu Santo es el primer distrito del cantón de Esparza, de la provincia de Puntarenas (Costa Rica), dentro de la cual se ubica el área urbana de la ciudad de Esparza.

## Historia
La ciudad de Espíritu Santo fue fundada en 1577 por Diego de Artieda Chirino y Uclés. Es una de las poblaciones más antiguas del país. A fines del siglo XVI y principios del siglo XVII conoció cierta prosperidad, debido a su vecindad al puerto de Caldera y a la importancia de este en el tráfico comercial entre Costa Rica y Panamá.

## Geografía
Espíritu Santo cuenta con un área de 18,91 km² y una altitud media de 208 m s. n. m.

## Demografía
Para el año 2022, Espíritu Santo cuenta con una población estimada de 15 028 habitantes, y para el último censo efectuado, en 2011, Espíritu Santo contaba con una población de 15 686 habitantes.

## Transporte

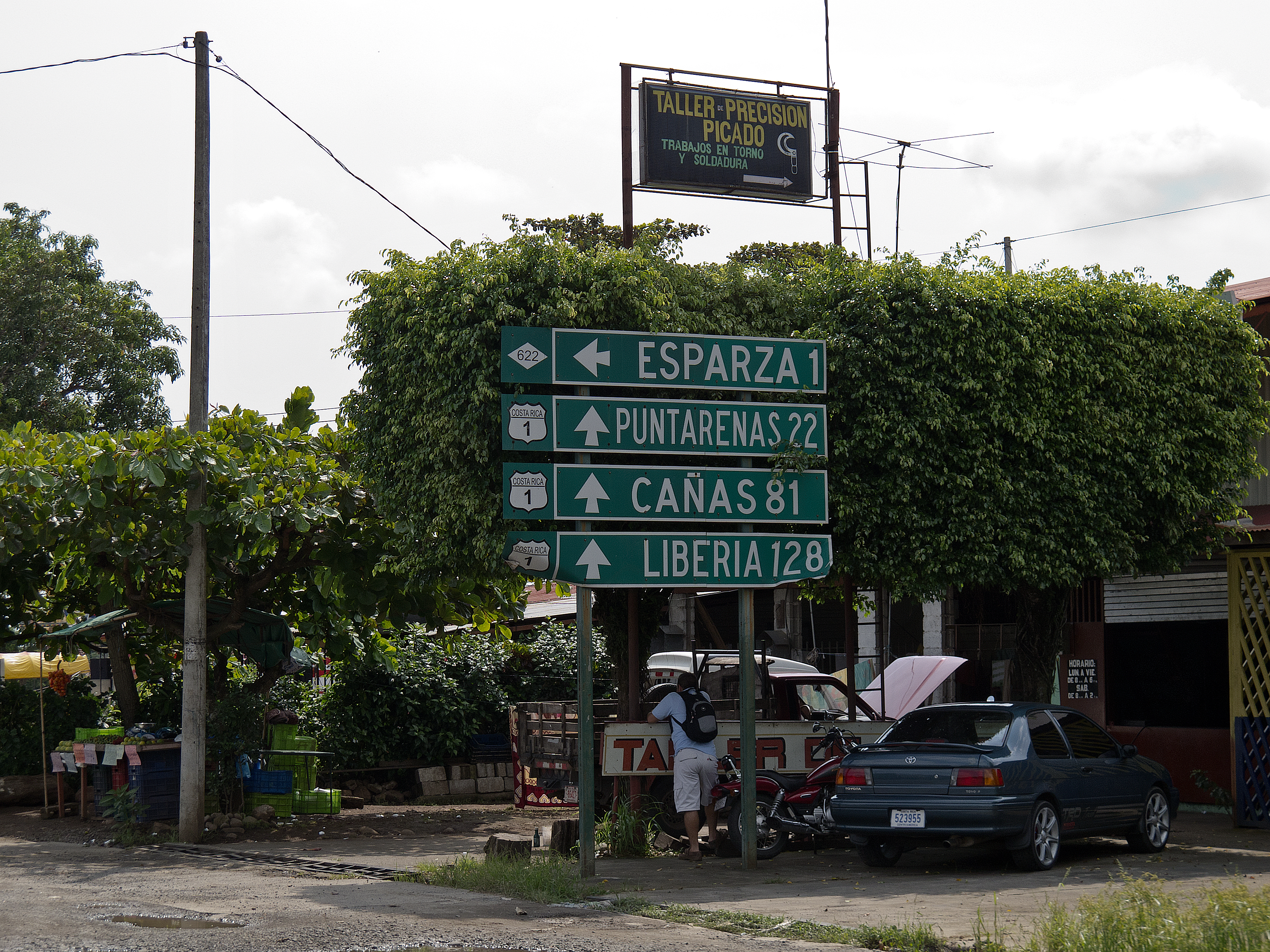
Rótulos a la entrada de Espíritu Santo, sobre la Ruta 1

### Carreteras
Al distrito lo atraviesan las siguientes rutas nacionales de carretera:
- Ruta nacional 1
- Ruta nacional 131
- Ruta nacional 622